# لانگ جان سیلور (فیلم)
«لانگ جان سیلور» (انگلیسی: Long John Silver (film)) یک فیلم به کارگردانی بایرون هاسکین است که در سال ۹۱ منتشر شد. از بازیگران آن می‌توان به رابرت نیوتن و راد تیلور اشاره کرد.